# Alexej Spiridonov
Alexej Spiridonov (rusky Алексей Спиридонов ), (20. listopadu 1951 Leningrad – 9. duben 1998) byl sovětský atlet specializující se na hod kladivem, mistr Evropy z roku 1974.
V roce 1974 se stal mistrem Evropy v hodu kladivem. O dva roky později na olympiádě v Montrealu vybojoval stříbrnou medaili. Z olympijské sezóny 1976 pochází rovněž jeho osobní rekord 78,62 m.